# Rubus cantianus
Rubus cantianus är en rosväxtart som först beskrevs av W.C.R. Wats., och fick sitt nu gällande namn av E.S. Edees och A. Newton. Rubus cantianus ingår i släktet rubusar, och familjen rosväxter. Inga underarter finns listade i Catalogue of Life.